# Astragalus agraniotii
Astragalus agraniotii är en ärtväxtart som beskrevs av Pierre Edmond Boissier. Astragalus agraniotii ingår i släktet vedlar, och familjen ärtväxter. Inga underarter finns listade i Catalogue of Life.